# Little Wyvis
Little Wyvis är ett berg i Storbritannien.   Det ligger i kommunen Highland och riksdelen Skottland, i den norra delen av landet, 700 km norr om huvudstaden London. Toppen på Little Wyvis är 756 meter över havet, eller 319 meter över den omgivande terrängen. Bredden vid basen är 3,6 km.
Terrängen runt Little Wyvis är huvudsakligen kuperad. Runt Little Wyvis är det mycket glesbefolkat, med 4 invånare per kvadratkilometer. Närmaste större samhälle är Dingwall, 13,3 km öster om Little Wyvis. I omgivningarna runt Little Wyvis växer i huvudsak blandskog.